# Mameluci
Mameluci (arapski: مملوك jd., مماليك mn.) bili su bijeli ratni zarobljenici, uglavnom turskog i kavkaskog porijekla, koje su perzijski i egipatski vladari u srednjem vijeku uvrštavali u vojsku i vlastitu osobnu gardu.
U Egiptu su stekli jak politički utjecaj. Godine 1250. ruše dinastiju Ajubida, nametnuvši za sultana Ejbeka (Ajbeka), nakon čega vladaju Egiptom gotovo tri stoljeća. Pod zapovjedništvom sultana Kutuza, teško su porazili mongolsku vojsku 1260. godine kod Ajn Džaluta, zaustavivši njen prodor prema Egiptu i svetim mjestima Islama, Meki i Medini. Tada je razbijen mit o mongolskoj nepobjedivosti i to je bilo prvi put u povijesti da se Mongoli nakon izravnog sukoba u borbi nisu mogli osvetiti za poraz. Naime, iste godine su ponovo poraženi u prvoj bitci kod Homsa. Neki od poznatih mamelučkih sultana su bili Baibars (1260. – 1277.) i Kalan (1279. – 1290.). Zadnjeg sultana iz te dinastije, Bahira Al Malika, srušio je 1390. godine mameluk Barkuk. S njim počinje nova mamelučka dinastija Burdžida.
Turski sultan Selim I. zauzeo je Egipat 1517. godine i okončao vlast mamelučkih sultana. Unatoč tome, neki mamelučki knezovi opstaju u nekim egipatskim pokrajinama na vlasti sve do početka 19. stoljeća. U 18. stoljeću ponovo dolaze do većeg utjecaja, ali je egipatski potkralj Muhamed Ali slomio njihovu vlast 1811. godine krvavim pokoljem. U nekoliko tjedana ubijeno je na stotine mameluka u Egiptu. Samo u kairskoj utvrdi ubijeno ih je oko 1000, a na području cijelog Egipta oko 3000 mameluka i njihovih rođaka. 

## Zanimljivosti
U hrvatskoj povijesti, „Mameluk” je bio pogrdni naziv za četrdesetoricu hrvatskih zastupnika u zajedničkom hrvatsko-ugarskom parlamentu.